# Rinzin Rinzin
Rinzin Rinzin (* 24. Oktober 1969 in Kurtoe Goenpakap, Lhuntse, Bhutan) ist ein bhutanischer Autor und ehemaliger Abgeordneter der Nationalversammlung von Bhutan.

## Leben
Rinzin Rinzin wurde 1969 als Sohn einer bescheidenen Weberfamilie im weitabgelegen Dorf Kurtoe Goenpakap (alternativer Name: Kurtoe Goenkar) im Dzongkhag Lhuntse in Ostbhutan geboren. Im Alter von vier Jahren begann er seine erste Ausbildung als Gomchen (buddhistischer Laienmönch) in seinem Heimatdorf. Im Alter von sieben Jahren war er der Kuhhirte der Familie. 1978 waren er und seine jüngere Schwester unter den ersten Kindern seines Dorfes,
die an einer Schule nach westlichem Vorbild unterrichtet wurden. Er besuchte verschiedene Schulen im östlichen, südlichen und westlichen Bhutan. Nach Abschluss seiner weiterführenden Schulausbildung (higher secondary school) nahm er ein Landwirtschaftsstudium mit Schwerpunkten Viehzucht und Ernährung auf, das er an der Central Luzon State University auf den Philippinen sowie an der Universität Melbourne, Australien, absolvierte.
Seine Laufbahn als Staatsbediensteter begann er 1997 als Dozent am Natural Resources Training Institute (dem  jetzigen – Stand 2014 – Collage of Natural Resources). Bis März 2013 war er im weiteren Verlauf seiner Karriere im öffentlichen Dienst Verantwortlicher für Forschungsprogramme und Mitglied der ersten demokratisch gewählten Nationalversammlung von Bhutan. Rinzin Rinzin diente als Bhutans Schwerpunktwissenschaftler beim Landwirtschaftsinformationszentrum der SAARC in Dhaka, Bangladesch, sowie als nationale Kontaktperson für Weidelandfragen am Internationalen Zentrum für die großräumige Erschließung der Bergregionen in Kathmandu, Nepal. Danach war er als unabhängiger Berater sowie Gelegenheitsautor tätigt und widmet sich nun weiterführenden Studien.
Rinzin Rinzin ist verheiratet mit einer Geschäftsfrau aus seinem Heimatdistrikt Lhuntse. Das Paar hat drei Söhne und eine Tochter. Aus erster Ehe hat Rinzin Rinzin einen weiteren Sohn.

## Veröffentlichungen
In seinen Veröffentlichungen verarbeitet Rinzin Rinzin Geschichten und Erzählungen, die er in seiner Kindheit kennengelernt hat. Diese vermitteltem ihm die Glaubensvorstellungen der bhutanischen Landbevölkerung, ihre Traditionen, Wertvorstellungen und Lebensweise.
Sein erstes Buch, die Geschichtensammlung The Talisman of Good Fortune and Other Stories from Rural Bhutan (deutsch Der Glücksbringer und andere Geschichten aus dem ländlichen Bhutan), verfasste Rinzin Rinzin 2001 während eines Winteraufenthalts in Melbourne, um – wie er selbst angibt – nicht von Heimweh überwältigt zu werden. Die titelgebende Erzählung war Grundlage für den bhutanischen Spielfilm Golden Cup – The Legacy, der 2007 veröffentlicht wurde. Eine weitere Geschichte aus dieser Sammlung, Samphel's Pride and Woes (deutsch Samphels Stolz und Nöte), wurde 2005 vom Bildungsministerium Bhutans in den Lehrplan der weiterführenden Schulen aufgenommen.
Rinzin Rinzin ist Autor von mehreren illustrierten Kinderbüchern, die auf bhutanischen Volksfabeln beruhen.
Weitere Veröffentlichungen (Auswahl):
- The pheasant takes the snake to court. Volkserzählung aus Bhutan. 2014, ISBN 978-99936-619-1-7.[4]
- The Story of the Raven and the Owl. Volkserzählung aus Bhutan. 2015, ISBN 978-99936-619-4-8.
- The Eggs to the Rescue. Volkserzählung aus Bhutan. 2015, ISBN 978-99936-619-2-4.
- Depa Bondeypa’s Relatives. 2016, ISBN 978-99936-619-5-5.